# O Compilador
O Compilador em Porto Alegre foi um jornal brasileiro editado em Porto Alegre.
Impresso na tipografia de Claude Dubreuil, foi um jornal maçom, de tendências republicanas, sendo patrocinado pela Sociedade Continentino. Sua sociedade mantenedora era presidida pelo padre Francisco das Chagas Martins Ávila e Sousa, secretariado pelo padre Juliano de Faria Lobato, com redatores Antônio Álvares Pereira Coruja e o Pedro Boticário.
Iniciou sua circulação em 3 de outubro de 1831, encerrando suas atividades em novembro de 1832.